# ビューティフルガール (メガマソの曲)
『ビューティフルガール』は、日本のヴィジュアル系ロックバンドであるメガマソが2008年8月6日にリリースした通算3枚目のシングルである。シングルとしては前作「LIPS」から約1年ぶりのリリースとなった。

## 販売形態
- ビューティフルガール 初回限定盤（CD＋DVD）
- ビューティフルガール 通常盤（CD）

## 収録曲

### 初回限定盤
1. ビューティフルガール
  - 作詞・作曲：涼平
2. 灼熱太陽
  - 作詞：インザーギ ／ 作曲：インザーギ、佐藤宣彦

- DVD
  - PV 「ビューティフルガール」

### 通常盤
1. ビューティフルガール
2. 蜜と蛾
  - 作詞：インザーギ ／ 作曲：インザーギ、佐藤宣彦
3. 灼熱太陽